# Коммунистическая партия Латвии
Коммунисти́ческая па́ртия Ла́твии (латыш. Latvijas Komunistiskā partija) — коммунистическая партия в Латвии, действовавшая в XX веке. Основной печатный орган — газета «Cīņa» (Борьба).
Была создана в 1919 году. В 1940 вошла в состав ВКП(б). 10 сентября 1991 года, после провала путча ГКЧП,  была запрещена решением Верховного Совета Латвии.

## Названия
- 1902—1904 — Прибалтийская латышская социал-демократическая рабочая организация
- 1904—1906 — Латвийская социал-демократическая рабочая партия
- 1906—1917 — Социал-демократия Латышского края
- 1917—1919 — Социал-демократия Латвии
- 1919—1940 — Коммунистическая партия Латвии

(1928 — ненадолго легализовалась как Латвийская партия независимых социалистов)
- 1940—1952 — Коммунистическая партия (большевиков) Латвии
- 1952—1991 — Коммунистическая партия Латвии

14 апреля 1990 года от КПЛ отделилась Латвийская независимая коммунистическая партия (сторонники выхода из СССР). 14 сентября того же года эта партия была переименована в Латвийскую демократическую рабочую партию (латыш. Latvijas Demokrātiskā darba partija).

Здание Центрального Комитета Коммунистической партии Латвийской ССР в Риге

Дочерняя молодёжная организация КПЛ — ЛЛКСМ — была преобразована в Союз за прогресс молодёжи Латвии.

## Руководители советского периода

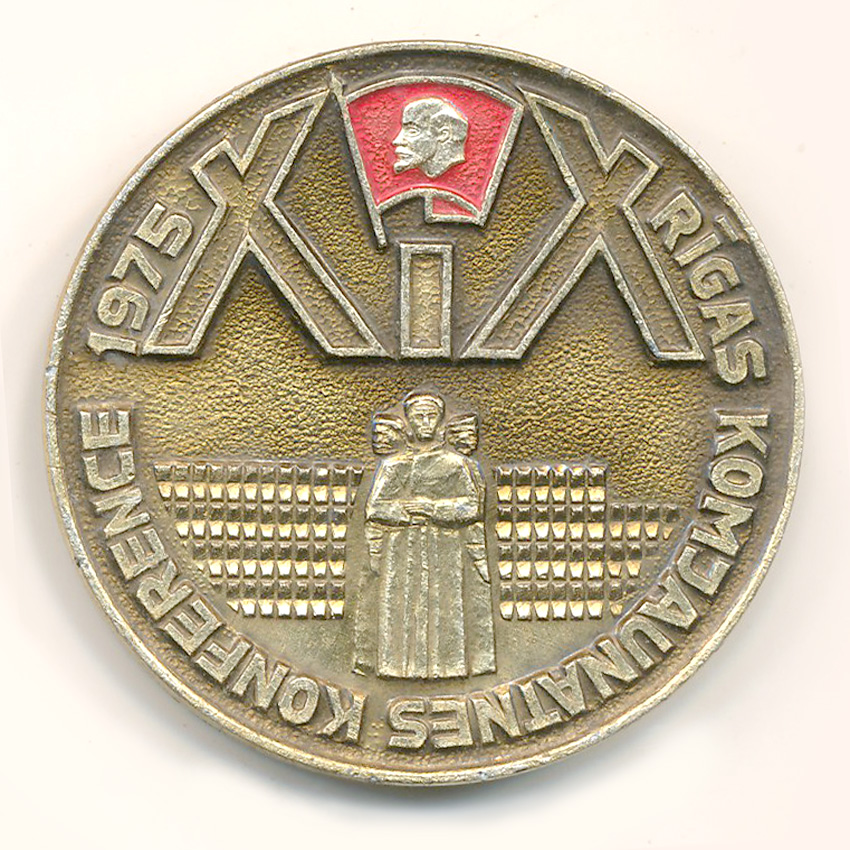
Памятная медаль. 19-я Рижская комсомольская конференция 1975 года. Аверс. Рига, Латвия

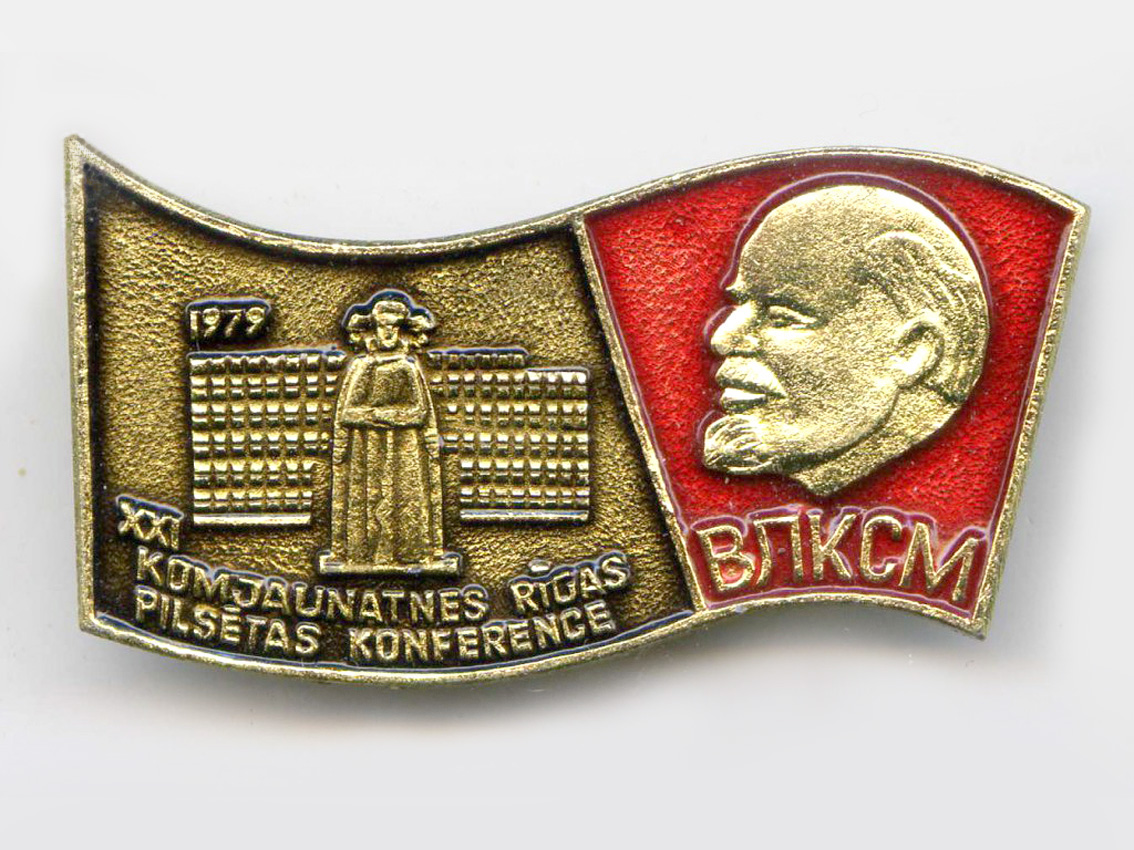
Нагрудный комсомольский значок ВЛКСМ. 21-я городская комсомольская конференция. Рига, Латвия 1979 год.

- Калнберзин, Ян Эдуардович (21 июня 1940 года — 25 ноября 1959 года)
- Пельше, Арвид Янович (25 ноября 1959 года — 15 апреля 1966 года)
- Восс, Август Эдуардович (15 апреля 1966 года — 14 апреля 1984 года)
- Пуго, Борис Карлович (14 апреля 1984 года — 4 октября 1988 года)
- Вагрис, Янис Янович (4 октября 1988 года — 7 апреля 1990 года)
- Рубикс, Альфред Петрович (7 апреля 1990 года — 10 сентября 1991 года)

### Вторые секретари ЦК Коммунистической партии Латвии
- Спуре, Жан Кристапович август — декабрь 1940
- Нейланд, Роберт Карлович декабрь 1940 — июль 1941
- Лебедев, Иван Кононович 1944 — январь 1949
- Титов, Фёдор Егорович январь 1949 — август 1952
- Ершов, Валентин Николаевич 1952 — июнь 1953
- Круминьш, Вилис Карлович июнь 1953 — январь 1956[4]
- Кашников, Филипп Иванович январь 1956 — январь 1958
- Пельше, Арвид Янович январь — апрель 1958
- Круминьш, Вилис Карлович апреля 1958 — февраль 1960[4]
- Грибков, Михаил Петрович февраль 1960—1963
- Белуха, Николай Андреевич 1963—1978
- Стрелков, Игорь Константинович 1978—1980
- Дмитриев, Валентин Иванович 1980—1986
- Соболев, Виталий Павлович 1986—1990
- Римашевский, Владимир Францевич 1990—1991

## После запрета 1991 года
В октябре 1991 года по решению суда были запрещены газеты КПЛ — «Cīņa» и «Советская Латвия». В Латвии был создан «Союз коммунистов Латвии» во главе с Юрисом Будживым, Игорем Лопатиным, Альбертом Лебедевым; в регистрации ему было отказано. Серьёзной силой СКЛ не стал. В 1993 году сообщалось, что он входит в СКП-КПСС. Позднее сообщалось, что в «зюгановский» СКП-КПСС после раскола 2001 года входит ряд «работающих в особых условиях» (неясно — нелегальная или существующая под некоммунистическим названием) компартий, возможно — и из Латвии. В XXXII съезде «шенинского» СКП-КПСС (2001) участвовал представитель СКЛ. В 2010 году секретарь Совета СКП-КПСС Ю. Ермалавичюс охарактеризовал КПЛ как немногочисленную боевую компартию, действующую в подполье.
Созданная в 1994 году Социалистическая партия Латвии декларирует приверженность марксизму, с 1999 по 2015 г. её председателем был бывший глава КПЛ Альфред Рубикс, в 2004 г. выступавший на пленуме ЦК «шенинской» КПСС. Только 6 человек из последнего состава ЦК КПЛ (108 человек) вошли в состав созданной Социалистической партии Латвии: Филипп Строганов (первый руководитель СПЛ, ранее глава Лудзенского райкома КПЛ), Анатолий Барташевич, Малда Квите, Анатолий Сафонов, Виктор Стефанович, а позднее и Альфред Рубикс. СПЛ неоднократно высказывала идею восстановления КПЛ и возвращения ей конфискованного имущества.
Лицам, действовавшим в КПЛ после 13 января 1991 года, в современной Латвии запрещено избираться в Сейм и муниципалитеты (а тем, кто не является гражданами, запрещена натурализация). Соответствующие нормы законов о выборах безуспешно оспаривались в Конституционном суде Латвии в 2000 и 2006 гг., а также в Европейском суде по правам человека (дело Жданок против Латвийской Республики).
По состоянию на июль 2014 года Председателем Компартии Латвии в подполье являлся Леонид Тэсс, который занимал данную должность вплоть до своей кончины в январе 2019 года.